# خانية ماكو
خانية ماكو كانت خانية في القرنين الثامن عشر والعشرين ومقرها ماكو، وحكمتها عائلة من أصل باياتي.

## التاريخ
وقد ظهرت إلى الوجود بعد وفاة نادر شاه في عام 1747.   أحمد خان بيات [الإنجليزية]، وفقًا للتقاليد الشفوية، خدم مع نادر شاه في خراسان.  بعد اغتيال نادر شاه، استولى أحمد خان بيات على بعض كنوزه وعاد إلى ماكو. كان الدونبوليس [الإنجليزية] هم القوى الرئيسية في المنطقة في هذا الوقت، ومن المحتمل أن حلهم فتح الطريق أمام البايات للحصول على التفوق. 
لا يُعرف إلا القليل عن أحمد خان بيات أو ابنه حسين خان بيات .  وخلفه في عام 1835 علي خان بيات، الذي استضاف الباب في عام 1847 واستفاد من موقع ماكو الاستراتيجي وحيادها خلال الحرب الروسية التركية .  وبعد وفاة علي خان بيات في عام 1865، خلفه ابنه تيمور باشا خان. استفاد تيمور باشا خان أيضًا خلال الحرب الروسية التركية التالية، وساعد سلاح الفرسان التابع له في سحق تمرد الشيخ عبيد الله [الإنجليزية]. تم الترحيب به باعتباره منقذ أذربيجان وحصل على لقب ملك ماكو (ماکو پادشاهی). 
وبعد وفاته في عام 1895، خلفه ابنه مرتضى قلي خان بيات [الإنجليزية]، المعروف أيضًا باسم إقبال السلطانة. واصل في البداية عزلة الخانات، لكن هذا أدى إلى انعدام الثقة من جانب القوى الأخرى. أثناء الثورة الدستورية الفارسية ، دعم محمد علي شاه وعارض تشكيل الأنجومان في ماكو.  قاد ابن أخيه، عزت الله خان سالار مكرم، ثورة ضد سلطته، وأقام أنجمانًا، وأجبر إقبال السلطانة على الفرار إلى القوقاز. عاد إقبال السلطانة لدعم القوات الملكية أثناء حصار تبريز عام 1908 [الإنجليزية]. في نهاية المطاف، أثار إقبال السلطان غضب الروس ، الذين نفوه إلى تفليس في عام 1914.  خلال الحرب العالمية الأولى ، قام الروس ببناء محطة قطار في ماكو على طول طريق شاه تختي - بايزيد . في عام 1917، عاد إقبال السلطانة إلى منصبه خانًا لماكو. 
بعد وصول رضا خان إلى السلطة، اتُهم مرتضى قلي [الإنجليزية] بالتآمر وأُلقي القبض عليه في 17 أكتوبر 1923. توفي أثناء وجوده في السجن في تبريز، وتولى الكابتن حسن خان (قائد قوات خوي ) إدارة ماكو، وألغى الخانية.

## السكان
كانت خانات ماكو متنوعة للغاية من حيث عدد السكان. كانت المجموعات العرقية الرئيسية هي الأتراك (الأغلبية) والأكراد. احتل الأتراك وديان الأنهار وكانوا من بقايا القبائل القديمة، مثل البايات والبورناك. سكنت مجموعة من الأتراك اليارسانيين سفح السكر. أطلقوا على أنفسهم اسم القره قويونلو وعلى جيرانهم اسم الآق قويونلو. 
كان الأكراد شبه رحل، ويتألفون من قبيلة الجلالي [الإنجليزية] (الذين يعيشون بالقرب من أرارات وفي تامبات)، وقبيلة الميلان [الإنجليزية] (الذين يعيشون بين نهر أراس وسلسلة جبال سكر)، والحيدرانلو (الذين يقعون في قره عيني ). كما كان في ماكو أيضًا عدد قليل من السكان الأرمن (حوالي 1200 قبل الحرب العالمية الأولى)، الذين بنوا الكنائس في المنطقة مثل دير القديس ثاديوس ودير سورب ستيفانوس. وأخيرًا، كان هناك عدد قليل من السكان الإيزيديين الذين سكنوا قرية جبارلو .

## خانات ماكو
- أحمد خان بيات [الإنجليزية] (1747 - ؟)
- حسين خان بيات [الإنجليزية] (؟ - 1835)
- علي خان بيات [الإنجليزية] (1835 - 1865)
- تيمور باشا خان بيات [الإنجليزية] (1865 - 1895)
- مرتضى قولي خان بيات "إقبال السلطانة" [الإنجليزية] (1895 - 1923)